# Talagabodas
Le Talagabodas (ou Talaga-Bodas, signifiant « mont » ou « lac blanc » en soundanais) est un stratovolcan d'Indonésie situé dans le district de Wanaraja (id), près de Garut, dans la province de Java occidental. Il culmine à 2 124 mètres d'altitude. Il possède un lac de cratère renfermant du soufre.